# Joachin Felipe Oláiz y Zabalza
Joachin Felipe Oláiz y Zabalza OFMCap (* 6. Juni 1872 in Pamplona, Navarra, Spanien; † 8. Dezember 1945 ebenda) war ein spanischer römisch-katholischer Ordensgeistlicher und der dritte Apostolische Vikar von Guam.

## Leben
Er trat 1887 in die Ordensgemeinschaft der Kapuziner ein und empfing am 29. Januar 1896 das Sakrament der Priesterweihe.
Nach Tätigkeiten als Missionar wurde Oláiz am 20. Juli 1914 zum Apostolischen Vikar von Guam und Titularbischof von Docimium ernannt. Die Bischofsweihe spendete ihm am 30. November 1914 der Bischof von Pamplona, José López Mendoza y García; Mitkonsekratoren waren Eustaquio Ilundáin y Esteban, Bischof von Orense, und Santiago Ozcoidi y Udave, Bischof von Tarazona.
Nach 19 Jahren als Apostolischer Vikar trat er am 1. Januar 1933 zurück und lebte fortan in seiner spanischen Heimatstadt Pamplona, wo er am 8. Dezember 1945 starb.